# 沙沃-库尔库尔
沙沃-库尔库尔（法語：Chavot-Courcourt，法語發音：[ʃavo kuʁkuʁ]）是法国马恩省的一个市镇，属于埃佩尔奈区。

## 地理
沙沃-库尔库尔（49°0'13"N, 3°55'47"E）面积4.42 平方千米，位于法国大東部大區马恩省，该省份为法国东北部内陆省份，北起阿登省，西北接埃纳省，西南接塞纳-马恩省，南至奥布省，东南接上马恩省，东临默兹省。
与沙沃-库尔库尔接壤的市镇（或旧市镇、城区）包括：穆西、布吕尼-沃当库尔、蒙特隆、莫朗日斯、维奈。
沙沃-库尔库尔的时区为UTC+01:00、UTC+02:00（夏令时）。

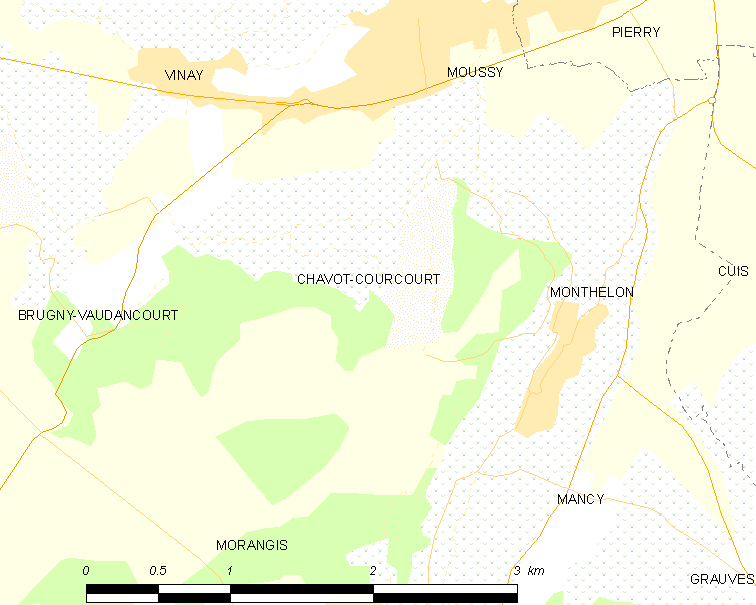
沙沃-库尔库尔的OSM定位图

## 行政
沙沃-库尔库尔的邮政编码为51530，INSEE市镇编码为51142。

## 政治
沙沃-库尔库尔所属的省级选区为埃佩尔奈第二县。

## 人口

1962-2008年间沙沃-库尔库尔人口变化图示

沙沃-库尔库尔于2022年1月1日时的人口数量为337人。